# Mwigomba (vattendrag)
Mwigomba är ett vattendrag i Burundi.   Det ligger i provinsen Karuzi, i den centrala delen av landet, 90 km öster om huvudstaden Bujumbura.
Omgivningarna runt Mwigomba är en mosaik av jordbruksmark och naturlig växtlighet. Runt Mwigomba är det ganska tätbefolkat, med 192 invånare per kvadratkilometer.